# Ruines du donjon de la Motte
Les ruines du donjon de la Motte sont des ruines d'un ancien donjon datant du XIe siècle situé sur le lieu-dit "la Motte", petite colline arpenté au cœur du village de Saint-Gondon, dans le Loiret en France.

## Protection
Elles sont inscrites aux Monuments historiques depuis le 27 octobre 1971.